# ويليام ريد أوين
ويليام ريد أوين هو سياسي كندي، ولد في 25 نوفمبر 1864، وتوفي في 22 مارس 1949. انتخب عمدة فانكوفر (1924 – 1924).